# Bathypelta pacifica
Bathypelta pacifica is een slakkensoort uit de familie van de Bathysciadiidae. De wetenschappelijke naam van de soort is voor het eerst geldig gepubliceerd in 1908 door Dall.